# American Pie: Reunion
American Pie: Reunion of American Reunion is een Amerikaanse komediefilm uit 2012 dat dient als vervolg op de originele American Pie-reeks. In deze film spelen de oorspronkelijke acteurs uit de eerste drie delen van American Pie. Later volgde de serie American Pie Presents, bestaande uit vier delen. De klas van '99 komt bij elkaar voor een schoolreünie in East Great Falls, Michigan.

## Verhaal
De film start dertien jaar nadat Jim Levenstein, Chris Osstreicher, Michelle Flaherty, Paul Finch, Steve Stifler en Kevin Myers afstudeerden aan de middelbare school. Jim en Michelle zijn nog steeds getrouwd, maar sinds de geboorte van hun zoon, die nu twee jaar is, stelt hun seksueel leven niets meer voor. Chris is sportpresentator van NFL en is een beroemdheid geworden. Hij woont met zijn vriendin Mia in een dure villa in Los Angeles. Kevin is getrouwd met Ellie en is nu architect. Finch is de wereld rondgetrokken en heeft voor enige tijd bij een stam gewoond. Hij is nog steeds op zoek naar de ware liefde. Steve werkt als tijdelijke werkkracht bij een investeringsfirma waar hij slachtoffer is van verbaal geweld.
Hun voormalige klasgenoot John organiseert nu een reünie waar alle laatstejaars van East Great Falls 1999 worden verwacht. Jim en Michelle gaan daarom terug tijdelijk inwonen bij zijn vader Noah, die ondertussen weduwnaar is geworden. Jim ontmoet zijn buurmeisje Kara op wie hij destijds regelmatig babysitte. Zij geeft later op de week een feestje omwille van haar achttiende verjaardag en nodigt Jim uit, wat hij weigert.
De volgende dag ontmoet Chris zijn voormalige vriendin Heather aan het strand. Zij heeft nu een relatie met cardioloog Ron. Ook Kevin vindt zijn vroegere vriendin Vicky terug. Wanneer A.J., het vriendje van Kara, enkele bikini's steelt, gaan Kevin, Finch en Steve in tegenaanval. Steve vernielt het bier en de skijets van A.J. en zijn vrienden. Later op de avond gaan de mannen naar het strand en belanden, eerder ongewild, op het verjaardagsfeestje van Kara. Daar wordt Finch verliefd op Selena. Kara wordt dronken waarop Jim haar naar huis brengt. Onderweg tracht Kara Jim te verleiden en gooit ze haar jurk uit de wagen. Terwijl Chris, Finch en Steve Kara's ouders afleiden, tracht Jim haar in haar bed te leggen. 's Ochtends ontwaakt Kevin met een kater en herinnert zich niet meer alles. Naast hem ligt Vicky en hij vreest dat ze die nacht gemeenschap hebben gehad.
De volgende dag organiseert Stifler een feestje, maar komt al snel tot de conclusie dat hij nog de enige is die dit niet ontgroeid is. Jim heeft een gesprek met zijn vader over zijn seksuele problemen. Noah belandt ook op het feestje van Stifler en ontmoet diens moeder Jeanine. Het klikt al snel tussen beiden. Kevin wil zich excuseren bij Vicky over wat er de vorige nacht gebeurde, maar zij ontkent dat ze seks hebben gehad. Mia blijkt aan de XTC te zitten en Ron vernedert Chris door een oude aflevering van Celebrity Dance-Off af te spelen waar Chris een pijnlijke uitspraak deed nadat hij verloor. Mia en Heather geraken in een gevecht betrokken. Jim en Michelle willen een rollenspel doen, maar Kara duikt op en tracht Jim nogmaals te verleiden. Dit alles leidt tot een nog groter gevecht tot wanneer de politie opduikt. Zij arresteren Finch wegens diefstal van de motorfiets waar hij mee rijdt. In tegenstelling tot de anderen heeft Stifler plezier met de arrestatie. Hij wordt daarom genegeerd door de rest van de groep. Stifler vertelt dat hij sinds 1999 van bijna niemand nog iets heeft vernomen en dat hij eerder bij toeval nu thuis is. De anderen zeggen hem dat hij eigenlijk niet was uitgenodigd op de reünie omdat hij de sfeer telkens verpest.
Mia verlaat Chris en Stifler besluit om niet naar de reünie te gaan. Michelle denkt dat Jim iets heeft gehad met Kara en gaat naar haar grootmoeder. Finch geeft toe dat zijn avonturen verzonnen zijn en dat hij als assistent-manager werkt in een winkel. Hij stal de motorfiets van zijn baas omdat hij geen opslag kreeg. Op de reünie hangen oude foto's uit het toenmalige jaarboek met daaronder een wens van de betreffende persoon. Steve had destijds gezegd dat hij altijd wil verderfeesten. Wanneer Jim, Finch, Chris en Kevin dit lezen, komen ze tot de conclusie dat het dankzij Steve is dat ze destijds zulke feestjes hadden. Ze zoeken hem op op zijn werk. Steve beslist om toch naar de reünie te gaan en neemt ontslag waarbij hij zijn baas goed uitkaffert.
Finch bekent aan Selena dat hij heeft gelogen, daarop hebben ze gemeenschap en vormen ze een officieel koppel. Chris is terug samen met Heather. Jessica geeft toe dat ze lesbisch is en Sherman tracht in de gunst van Selena te komen. Michelle arriveert uiteindelijk toch en vergeeft Jim. Ze hebben daarop gemeenschap. Stifler wordt gevraagd als party-planner voor een bruiloft. Hij ontmoet ook Rachel, de moeder van Finch. Omdat Finch destijds seks had met Jeanine, wil Steve wraak nemen. Hij verleidt Rachel en beiden hebben buiten gemeenschap.
De volgende dag excuseert Kara zich bij Jim voor haar gedrag. Chris blijft in het stadje bij Heather. Finch en Selena willen naar Europa reizen. Stifler geeft enkele hints dat hij seks had met Rachel. Jim stelt voor om elk jaar een reünie te houden. Tijdens de aftiteling verschijnt nog een scène met Noah en Jeanine die in de bioscoop zitten. Jeanine bevredigt Noah oraal.

## Rolverdeling

### Hoofdrollen
| Acteur              | Personage                    | Opmerkingen     |
| ------------------- | ---------------------------- | --------------- |
| Jason Biggs         | Jim Levenstein               |                 |
| Chris Klein         | Chris 'Oz' Ostreicher        |                 |
| Thomas Ian Nicholas | Kevin Myers                  |                 |
| Eddie Kaye Thomas   | Paul Finch                   |                 |
| Seann William Scott | Steve Stifler                |                 |
| Alyson Hannigan     | Michelle Flaherty-Levenstein |                 |
| Tara Reid           | Victoria 'Vicky' Lathum      |                 |
| Mena Suvari         | Heather                      |                 |
| Ali Cobrin          | Kara                         |                 |
| Eugene Levy         | Noah Levenstein              | Jims vader      |
| Jennifer Coolidge   | Jeanine                      | Stiflers moeder |

### Bijrollen
| Acteur               | Personage     | Opmerkingen   |
| -------------------- | ------------- | ------------- |
| Katrina Bowden       | Mia           |               |
| Natasha Lyonne       | Jessica       |               |
| Chris Owen           | Chuck Sherman |               |
| Shannon Elizabeth    | Nadia         |               |
| Dania Ramirez        | Selena        |               |
| Rebecca De Mornay    | Rachel        | Finch' moeder |
| John Cho             | MILF-man #2   |               |
| Justin Isfeld        | MILF-man #1   |               |
| Jesse Malinowski     | Kyle          | Kara's vriend |
| Stevie Ray Dallimore | Kara's vader  |               |
| Kim Wall             | Kara's moeder |               |